# 賈德·卡林姆
贾德·卡林姆（羅馬化：Jawed Karim，1979年10月28日—）是有孟加拉、德國血統的美國軟體工程師。他是影片分享网站YouTube的创始人之一，也是第一个向这个网站上传影片的人。卡林姆还是PayPal最早的工程师之一，设计实现了PayPal的诸多核心部分，包括实时反诈骗系统。

## 早年生活
卡林姆于1979年10月28日出生于东德的梅泽堡。他的父亲奈穆尔·卡林姆（Naimul Karim）是一位孟加拉裔美国人，是3M公司的一位研究员；母亲克里斯汀·卡林姆（Christine Karim）是一位德国科学家，是明尼苏达大学的生物化学副教授。1981年，卡林姆全家跨越两德边界，到达西德的诺伊斯，贾德·卡林姆就在这里长大。高中毕业后，他到了伊利诺伊大学厄巴纳-香槟分校学习计算机科学。2000年，大三的卡林姆从学校退学，到了硅谷，加入了刚创办不久的PayPal。之后他在网上修读在线课程以及在圣克拉拉大学上课，完成了大学本科的学业。

## 事业
卡林姆是PayPal公司最早的工程师之一。他为PayPal开发了众多核心部分，其中就包括PayPal的实时反诈骗系统。在PayPal工作期间，卡林姆遇到了查德·賀利和陈士骏，三人之后在2005年共同创办了视频分享网站YouTube。YouTube网站上的首个视频《我在动物园》就是卡林姆在2005年4月23日上传的。
在创办YouTube并发展壮大之后，卡林姆又到了斯坦福大学继续修读计算机科学，与此同时继续担任YouTube的顾问。他也被称作“最容易被忽视的YouTube创始人”。2006年，YouTube被Google收购，卡林姆获得了Google股票137,443股，当时的市值约6400万美元。
2008年3月，卡林姆与PayPal早期的投资人凯文·哈兹（Kevin Hartz）和基思·拉博斯（Keith Rabois）一同创办了一家风险投资基金“Youniversity Ventures”，旨在帮助目前或曾经的大学生实现发展自己的商业理念。

## 对YouTube的回应

### Google+整合
2013年11月6日，YouTube要求用户发表评论时必须使用Google+账户。这一做法引起YouTube用户的广泛反对。卡林姆本人对此事件罕见地发表了公开评论，在他的YouTube账户中称“我他妈的为什么要用Google+账户才能评论影片？”（“why the fuck do i need a google+ account to comment on a video?”）同时清空了自己账户中的影片，仅留下《我在动物园》这一个影片和这一句评论。

### 隱藏踩評政策
2021年，YouTube經過實驗封鎖不喜歡數後，11月突然宣布將在全站逐步隱藏「不喜歡」，賈德在自己的第一視頻《我在動物園》增加描述：「當全部YouTuber都贊同去除「不喜歡」是一個愚蠢的想法時，這（隱藏「不喜歡」想法）可能會是愚蠢的。再想想吧，YouTube🤦‍♂️（When every YouTuber agrees that removing dislikes is a stupid idea, it probably is. Try again, YouTube🤦‍♂️）。」幾天後自己在影片中完善了批評的描述。